# 罗曼·赫尔佐克
罗曼·赫尔佐克（德語：Roman Herzog，1934年4月5日—2017年1月10日），德國政治家，第7任德國聯邦總統，出生于德国巴伐利亚州兰茨胡特，基民盟成员。

## 早年
赫尔佐克于1978年至1980年，1980年至1983年先后出任德国巴登-符腾堡州文化体育部长及内政部长。
1987年11月至1994年7月1日任德国联邦宪法法院院长。

## 總統
自1990年10月3日德国重新统一后，基民黨的罗曼·赫尔佐克当选总统，也是联邦大会选举产生的第一位德国联邦总统。1994年7月1日宣誓就职德意志联邦共和国第7任德国联邦总统，任一屆後，于1999年6月30日卸任。
2017年1月10日逝世。
| 前任： 里夏德·冯·魏茨泽克 | 德意志聯邦共和國聯邦總統 1994年－1999年 | 繼任： 约翰内斯·劳 |